# 트랜지스터G걸
《トランジスタGガール》은 TOKIO의 30번째 싱글이다.

## 설명
- 멤버 나가세 토모야 주연 드라마 《그녀가 죽어버렸다.》 주제곡으로 타이업 되었다.
- 작사·작곡을 담당한 요코야마 츠루기는 자신의 밴드인 ‘Crazy Ken Band’의 앨범 곡을 녹음하면서 이 곡을 리메이크 하였다 (일본에서는 커버했다고 표현한다).
- G는 글래머 (Glamour)를 의미한다.

## 수록곡
1. トランジスタGガール
  - 작사·작곡·편곡 : 요코야마 츠루기
2. 花唄 (Acoustic version)
  - 작사 : TAKESHI / 작곡 : 스즈키아키 스나와치
3. トランジスタGガール (Backing Track)
4. Julia (Piano version)